# 丹波篠山市立篠山養護学校
丹波篠山市立篠山養護学校（たんばささやましりつ ささやまようごがっこう）は、兵庫県丹波篠山市沢田にある市立養護学校。肢体不自由児童・生徒を教育対象とする。

## 設置学部
- 幼稚部
- 小学部
- 中学部
- 高等部

## 歴史
- 1974年（昭和49年）4月 ‐ 開校
- 1975年（昭和50年）4月 ‐ 中学部設置
- 1977年（昭和52年）4月 ‐ 幼稚部設置
- 1994年（平成6年）4月 ‐ 現在地に移転、高等部設置
- 1999年（平成11年）4月 ‐ 多紀郡4町合併により「篠山市立篠山養護学校」となる
- 2019年（令和元年）5月 ‐ 篠山市が丹波篠山市に名称変更したことに伴い、丹波篠山市立篠山養護学校に改称[1]。